# Język minzhong
Język minzhong, min zhong (min centralny) – język lub grupa blisko spokrewnionych języków (dialektów) używanych w centralnej, górzystej części prowincji Fujian na południu Chin. Min (閩) to krótka nazwa prowincji, a zhong (中) znaczy „środek”. 
Minzhong należy do grupy min w ramach języków chińskich.